# George Bellairs
Pour les articles homonymes, voir Bellairs et Blundell.
George Bellairs, nom de plume de Harold Blundell (Heywood, Grand Manchester, 19 avril 1902 - Île de Man, 18 avril 1982), est un écrivain britannique de roman policier.

## Biographie
Après des études supérieures à la London School of Economics, dont il obtient un diplôme en 1928, il se destine au milieu bancaire. Sa carrière est couronnée de succès quand, en 1953, il devient le directeur d'une succursale de Manchester. À sa retraite, en 1962, Blundell s'installe à l'île de Man et devient écrivain à plein temps, mais voyage aussi beaucoup en Europe avec sa femme. Il décède en 1982.
En marge de ses fonctions officielles, le banquier Blundell est également, sous le pseudonyme de George Bellairs, le créateur, dès 1941, de l'inspecteur Thomas Littlejohn, héros de cinquante-cinq romans policiers. Ce modèle d'intégrité, fort estimé de ses collègues, obtient bientôt le grade de superintendant en reconnaissance de son talent de fin limier. Il est parfois secondé par sa femme, Letty, lorsqu'un crime est commis alors que le couple quitte sa résidence de Londres pour voyager en France ou à l'île de Man. La série des Littlejohn propose des whodunits classiques, teintés d'un humour feutré, aux personnages excentriques. « Ses romans, plutôt dynamiques, démarrent toujours dans les dix premières pages et conservent un rythme soutenu. Mais ils ne laissent pas un souvenir impérissable... ».

## Œuvre

### Romans signés George Bellairs

#### SérieInspecteur Littlejohn
- Littlejohn on Leave (1941)
- The Four Unfaithful Servants (1942) Publié en français sous le titre Les Quatre Serviteurs infidèles, Paris, Librairie des Champs-Élysées, Le Masque no 529, 1956
- Death of a Busybody (1942)
- The Dead Shall be Raised ou Murder Will Speak (1942)
- The Murder of a Quack (1943)
- He'd Rather be Dead (1945) Publié en français sous le titre Plutôt mourir !, Paris, Éditions de la Paix, PJ no 4, 1948
- Calamity at Harwood (1945)
- Death in the Night Watches (1945)
- The Crime at Halfpenny Bridge (1946)
- The Case of the Scared Rabbits (1947) Publié en français sous le titre Fête foraine, Paris, Librairie des Champs-Élysées, Le Masque no 548, 1956
- Death on the Last Train (1948) Publié en français sous le titre Le train siffle au disque, Paris, Librairie des Champs-Élysées, Le Masque no 517, 1955 ; réédition, Paris, Librairie des Champs-Élysées, Le Club des Masques no 101, 1970
- The Case of the Seven Whistlers (1948)
- The Case of the Famished Parson (1949)
- Outrage on Gallows Hill (1949)
- The Case of the Demented Spiv (1949)
- The Case of the Headless Jesuit ou Death Brings in the New Year (1950)
- Dead March for Penelope Blow (1951) Publié en français sous le titre Marche funèbre pour Pénélope, Paris, Librairie des Champs-Élysées, Le Masque no 514, 1955 ; réédition, Paris, Librairie des Champs-Élysées, Le Club des Masques no 76, 1969
- Death in Dark Glasses (1952)
- Crime in Lepers' Hollow (1952)
- A Knife for Harry Dodd (1953) Publié en français sous le titre L'Auberge de l'homme malade, Paris, Librairie des Champs-Élysées, Le Masque no 560, 1956 ; réédition, Paris, Librairie des Champs-Élysées, Le Club des Masques no 87, 1969
- Half-Mast for the Deemster (1953)
- Corpses in Enderby (1954) Publié en français sous le titre On appelle Scotland Yard, Paris, Librairie des Champs-Élysées, Le Masque no 581, 1957 ; réédition, Paris, Librairie des Champs-Élysées, Le Club des Masques no 153, 1972
- The Cursing Stones Murder (1954)
- Death in Room Five (1955)
- Death Treads Softly (1956)
- Death Drops the Pilot (1956) Publié en français sous le titre Sept années perdues, Paris, Librairie des Champs-Élysées, Le Masque no 615, 1958 ; réédition, Paris, Librairie des Champs-Élysées, Le Club des Masques no 115, 1971
- Death in High Provence (1957) Publié en français sous le titre Littlejohn en Provence, Paris, Librairie des Champs-Élysées, Le Masque no 601, 1958
- Death Sends for the Doctor (1957)
- Corpse at the Carnival (1958) Publié en français sous le titre La Mort de l'oncle Fred, Paris, Librairie des Champs-Élysées, Le Masque no 646, 1959
- Murder Makes Mistakes (1958) Publié en français sous le titre Où l'on joue au plus fin, Paris, Librairie des Champs-Élysées, Le Masque no 636, 1958
- Bones in the Wilderness (1959)
- Toll the Bell for Murder (1959) Publié en français sous le titre Quand la cloche sonne, Paris, Librairie des Champs-Élysées, Le Masque no 698, 1960
- Death in the Fearful Night (1960) Publié en français sous le titre Nuit d'épouvante, Paris, Librairie des Champs-Élysées, Le Masque no 707, 1960 ; réédition, Paris, Librairie des Champs-Élysées, Le Club des Masques no 221, 1974
- Death in Despair (1960) Publié en français sous le titre Littlejohn n'est pas convaincu, Paris, Librairie des Champs-Élysées, Le Masque no 720, 1961
- Death of a Tin God (1961) Publié en français sous le titre Littlejohn prend des vacances, Paris, Librairie des Champs-Élysées, Le Masque no 746, 1962
- The Body in the Dumb River ou Murder Masqerade (1961) Publié en français sous le titre Littlejohn est submergé, Paris, Librairie des Champs-Élysées, Le Masque no 768, 1962
- Death Before Breakfast (1962) Publié en français sous le titre Littlejohn cherche un cadavre, Paris, Librairie des Champs-Élysées, Le Masque no 782, 1963
- The Tormentors (1962) Publié en français sous le titre Littlejohn n'a pas de chance, Paris, Librairie des Champs-Élysées, Le Masque no 799, 1963
- Death in the Wasteland (1963) Publié en français sous le titre Littlejohn tue le temps, Paris, Librairie des Champs-Élysées, Le Masque no 822, 1964
- Surfeit of Suspects (1964) Publié en français sous le titre Littlejohn a du cran, Paris, Librairie des Champs-Élysées, Le Masque no 846, 1964
- Death of a Shadow (1964) Publié en français sous le titre Bien joué, Littlejohn, Paris, Librairie des Champs-Élysées, Le Masque no 877, 1965
- Death Spins the Wheel (1965) Publié en français sous le titre Rien ne va plus, Littlejohn, Paris, Librairie des Champs-Élysées, Le Masque no 898, 1966
- Intruder in the Dark (1966) Publié en français sous le titre Littlejohn est dans le noir, Paris, Librairie des Champs-Élysées, Le Masque no 943, 1966
- Strangers Among the Dead (1966) Publié en français sous le titre Au secours, Littlejohn, Paris, Librairie des Champs-Élysées, Le Masque no 957, 1967
- Death in Desolation (1967) Publié en français sous le titre Méfie-toi du clan, Littlejohn, Paris, Librairie des Champs-Élysées, Le Masque no 985, 1967
- Single Ticket to Death (1967) Publié en français sous le titre Le Vieux Gentleman, Paris, Librairie des Champs-Élysées, Le Masque no 1006, 1968
- Fatal Alibi (1968) Publié en français sous le titre Le Don Juan et Littlejohn, Paris, Librairie des Champs-Élysées, Le Masque no 1047, 1969
- Murder Gone Mad (1968) Publié en français sous le titre La Mort en haut du clocher, Paris, Librairie des Champs-Élysées, Le Masque no 1078, 1969
- Tycoon's Death-bed (1970) Publié en français sous le titre Littlejohn et la belle Irlandaise, Paris, Librairie des Champs-Élysées, Le Masque no 1147, 1970
- The Night They Killed Joss Varran (1970) Publié en français sous le titre La Tourbière, Paris, Librairie des Champs-Élysées, Le Masque no 1171, 1971
- Pomeroy, Deceased (1971) Publié en français sous le titre Pour mieux vous croquer, Paris, Librairie des Champs-Élysées, Le Masque no 1213, 1972
- Murder Adrift (1972) Publié en français sous le titre La Mary-Jane, Paris, Librairie des Champs-Élysées, Le Masque no 1305, 1974 ; réédition, Paris, Librairie des Champs-Élysées, Le Club des Masques no 416, 1980
- Devious Murder (1973) Publié en français sous le titre Pas de chance, Milord !, Paris, Librairie des Champs-Élysées, Le Masque no 1358, 1975
- Fear Round About (1975) Publié en français sous le titre Littlejohn et le coroner, Paris, Librairie des Champs-Élysées, Le Masque no 1413, 1976
- Close All Roads to Sospel (1976)
- The Downhill Ride of Leeman Popple (1979) Publié en français sous le titre La Déchéance de Leemon Popple, Paris, Librairie des Champs-Élysées, Le Masque no 1584, 1979
- An Old Man Dies (1980)

#### Autre roman
- Turmoil in Zion ou Death Stops the Frolic (1943)

### Romans signés Hilary Landon
- Murder at Morning Prayers (1947)
- Circle Round a Corpse (1948)
- Choose Your Own Verdict (1949)
- Exit Sir Toby Belch (1950)

## Sources
- Jacques Baudou et Jean-Jacques Schleret, Le Vrai Visage du Masque, vol. 1, Paris, Futuropolis, 1984, 476 p. (OCLC 311506692), p. 56-57.
- Anne Martinetti, "Le Masque" : histoire d'une collection, Amiens, Encrage, coll. « Références » (no 3), 1997, 143 p. (ISBN 978-2-906389-82-3), p. 57.
- Claude Mesplède (dir.), Dictionnaire des littératures policières, vol. 1 : A - I, Nantes, Joseph K, coll. « Temps noir », 2007, 1054 p. (ISBN 978-2-910686-44-4, OCLC 315873251), p. 195-196.